# 구 (기하학)
기하학에서, 구(球, 영어: sphere)는 곡선인 원과 유사한 2차원 곡면으로, 3차원 공간에서 주어진 한 점으로부터 같은 거리 {\displaystyle r}만큼 떨어진 점들로 이루어진 집합이다. 여기서 주어진 한 점을 구의 중심이라 하고, 거리 {\displaystyle r}를 구의 반지름이라 한다. 수학에서 구는 속, 즉 내부가 없는 도형이며, 내부를 포함하는 도형은 공이라 한다.
데카르트 좌표계에서는 중심이 (a, b, c)이고 반지름이 r인 구를 다음의 방정식으로 나타낼 수 있다.
{\displaystyle (x-a)^{2}+(y-b)^{2}+(z-c)^{2}=r^{2}}
방정식이 2차 다항식으로 표현되기 때문에 구는 대수 곡면의 일종인 이차 곡면이다.
구면 좌표계에서는 두 개의 매개변수 θ ∈ [0, 2π], φ ∈ [0, π]를 이용하여 다음처럼 나타낼 수 있다.
{\displaystyle x=a+r\cos \theta \cos \varphi }
{\displaystyle y=b+r\sin \theta \cos \varphi }
{\displaystyle z=c+r\sin \varphi }

## 구의 부피

### 단면적의 적분을 이용한 증명
원의 방정식 {\displaystyle x^{2}+y^{2}=r^{2},(y\geq 0)}을 이용하여 구의 부피를 구해보자.
원의 방정식을 {\displaystyle y\geq 0}로 한정하면 함수 {\displaystyle y={\sqrt {r^{2}-x^{2}}}}를 만들 수 있다.
반구의 부피 V는 다음과 같이 반구의 단면적을 적분한 값이다.
{\displaystyle V=\int _{0}^{r}A(x)dx}
단면적 함수 A(x)는 함수 {\displaystyle y={\sqrt {r^{2}-x^{2}}}}의 함숫값을 반지름으로 하여 제곱하고 {\displaystyle \pi }를 곱한 값이므로
{\displaystyle A(x)=\pi (r^{2}-x^{2})}이다.
따라서 {\displaystyle V=\int _{0}^{r}A(x)dx=\int _{0}^{r}\pi (r^{2}-x^{2})dx}
{\displaystyle =[\pi r^{2}x]_{0}^{r}-[\pi {\frac {1}{3}}\ x^{3}]_{0}^{r}=\pi r^{3}-{\frac {1}{3}}\pi r^{3}={\frac {2}{3}}\pi r^{3}}이다.
구의 부피는 {\displaystyle 2V}이므로 반지름이 {\displaystyle r}인 구의 부피는 {\displaystyle {\frac {4}{3}}\pi r^{3}}이다.

### 원통셸 방법을 이용한 증명
1사분면 위의 원 {\displaystyle y={\sqrt {r^{2}-x^{2}}}(x\geq 0)}을 y축에 대해 회전하여 생긴 회전체인 반구의 부피 V는
{\displaystyle V=\int _{0}^{r}2\pi x{\sqrt {r^{2}-x^{2}}}dx}
{\displaystyle =-{\frac {2}{3}}\pi [(r^{2}-x^{2})^{\frac {3}{2}}]_{0}^{r}=-{\frac {2}{3}}\pi (0-r^{3})={\frac {2}{3}}\pi r^{3}}
따라서 구의 부피는 {\displaystyle 2V={\frac {4}{3}}\pi r^{3}}이다.

### 질량 중심및파푸스-굴딘 정리를 이용한 증명
원의 방정식 {\displaystyle x^{2}+y^{2}=r^{2}(y\geq 0)}의 그래프는 함수 {\displaystyle y={\sqrt {r^{2}-x^{2}}}}의 그래프이므로, {\displaystyle y=f(x)={\sqrt {r^{2}-x^{2}}}}라 하자. 이때 이 그래프를 x축에 대해 회전했을 때의 회전체인 구의 부피를 구해보자.
먼저, 질량 중심 좌표 {\displaystyle ({\bar {x}},{\bar {y}})}를 구한다.
함수 {\displaystyle f(x)}는 y축을 기준으로 좌우대칭이기 때문에, {\displaystyle {\bar {x}}}의 좌표는 0이다.
{\displaystyle {\bar {y}}={\frac {{\frac {1}{2}}(\int _{-r}^{r}r^{2}-x^{2}dx)}{{\frac {1}{2}}\pi r^{2}}}={\frac {(\int _{-r}^{r}r^{2}-x^{2}dx)}{\pi r^{2}}}}
{\displaystyle ={\frac {\frac {4r^{3}}{3}}{\pi r^{2}}}={\frac {4r}{3\pi }}}이므로
질량 중심 좌표 {\displaystyle ({\bar {x}},{\bar {y}})=(0,{\frac {4r}{3\pi }})}이다.
파푸스-굴딘 정리에 의하여 x축에 대해 한바퀴 회전할 때 회전체의 부피 V는
{\displaystyle V=2\pi {\bar {y}}\mathrm {A} } (A는 영역의 넓이) 이므로
{\displaystyle V=2\pi \cdot {\frac {4r}{3\pi }}\cdot {\frac {1}{2}}\pi r^{2}={\frac {4}{3}}\pi r^{3}}이다.
따라서 구의 부피는 {\displaystyle {\frac {4}{3}}\pi r^{3}}이다.

## 부피비
밑면의 반지름이 {\displaystyle r}인 구의 부피는 {\displaystyle {\frac {4}{3}}\pi r^{3}}이고,
밑면의 반지름이 {\displaystyle r}이고, 높이가 {\displaystyle h}인 원뿔과 원기둥의 부피는 각각 {\displaystyle {\frac {1}{3}}\pi r^{2}h}, {\displaystyle \pi r^{2}h}이다.
{\displaystyle h=2r}이면 원뿔과 원기둥의 부피는 각각 {\displaystyle {\frac {2}{3}}\pi r^{3}}, {\displaystyle 2\pi r^{3}}이 된다.
따라서, 한 변의 길이가 {\displaystyle 2r}인 정육면체에 내접하는 원뿔, 구, 원기둥의 부피의 비는
{\displaystyle {\frac {2}{3}}\pi r^{3}:{\frac {4}{3}}\pi r^{3}:2\pi r^{3}=1:2:3}

## 구의 표면적
밑면의 넓이가 아주 작고 밑면의 반지름과 높이가 같은 원뿔이 있다고 하자.
그러면 그 원뿔이 한 점을 중심으로 모여 구를 이루었다고 할 수 있으므로 (밑면의 넓이가 작은 원뿔의 부피) : (구의 부피) = (밑면의 넓이가 작은 원뿔의 밑면의 넓이) : (구의 겉넓이)가 된다.
{\displaystyle {\frac {1}{3}}\pi r^{3}:{\frac {4}{3}}\pi r^{3}=\pi r^{2}:S}
따라서 겉넓이 {\displaystyle S=4\pi r^{2}}이 된다.

## 일반화
구의 정의를 확장하여 {\displaystyle n}차원의 구를 생각할 수 있다. 예를 들어 3차원에서의 구에 해당하는 도형은 2차원에서는 원, 1차원에서는 중점을 기준으로 같은 거리만큼 떨어져 있는 두 점이라고 할 수 있다.
수학적으로는 이러한 일반적인 구를 {\displaystyle S^{n}}으로 표시하고, 정의는 {\displaystyle (n+1)}차원 유클리드 공간에서 중심점과의 거리가 같은 점들의 집합이다. 이 정의에 따라 {\displaystyle S^{1}}은 원, {\displaystyle S^{2}}는 구가 된다.

## 같이 보기
- 원